# Satèl·lit de Mercuri
El satèl·lit de Mercuri seria un satèl·lit natural, encara no descobert, que orbitaria al voltant del planeta Mercuri.
Conegut des de l'antiguitat, Mercuri ha sigut observat des de fa milers d'anys, primer amb l'ull nu i després amb telescopis. A diferència de Venus, no hi cap observació durant aquests segles que pogués suggerir o creure en l'existència d'un satèl·lit. No obstant això, malgrat que Mercuri està banyat constantment per la llum del Sol, vist des de la Terra, encara era possible concebre l'existència d'un satèl·lit petit (<100 km de diàmetre).
Durant la dècada del 1970 es va creure breument que existia un satèl·lit , però va resultar ser una mala interpretació les dades d'una estrella. L'observació d'un satèl·lit de Mercuri des de la Terra seria difícil perquè Mercuri és relativament a prop del Sol. Per exemple, no es va poder observar en l'espectre infraroig de Mercuri fins a 1995. La sonda espacial MESSENGER de la NASA, que va estar en òrbita de Mercuri entre 2011 i 2015, no va detectar cap satèl·lit.

## La missió Mariner 10

31 Crateris, un possible sistema binari

El 27 de març de 1974, dos dies abans que la Mariner 10 fes el seu sobrevol sobre Mercuri, els instruments van començar a registrar grans quantitats de radiació ultraviolat extrem en les proximitats de Mercuri que, d'acord amb un astrònom, «no tenia sentit que estiguessin allà». L'endemà, la radiació havia desaparegut, però va reaparèixer tres dies després; el que sembla, procedia d'un objecte que estava separat de Mercuri. Alguns astrònoms van especular que havien detectat una estrella, però altres van argumentar que l'objecte havia de ser un satèl·lit, citant les dues direccions diferents de la radiació emanada i la creença que aquesta alta energia de radiació no podia penetrar molt lluny a través del medi interestel·lar. D'acord amb els seus arguments, la velocitat de l'objecte es va calcular en 4 km/s, el que coincidia amb la velocitat esperada d'un suposat satèl·lit.
No obstant això, de seguida, es va detectar que el «satèl·lit» s'allunyava de Mercuri, i finalment va ser identificada com 31 Crateris, una estrella binària espectroscòpica amb un període de 2,9 dies de la constel·lació del Corb, una nebulosa que abasta 140 º cel nocturn i emet a 54 nm.
L'origen de la radiació detectada el 27 de març és encara desconeguda, però 31 Crateris podia ser la font de la radiació ultravioleta. Aquest fet va suposar un important descobriment en l'astronomia; es va comprovar que la radiació ultraviolada no estava tan completament absorbida pel medi interestel·lar com es pensava anteriorment.

## La missió MESSENGER
L'òrbita de la sonda MESSENGER al voltant de Mercuri entre 2011 i 2015, va ajudar a descartar definitivament l'existència d'aquest satèl·lit hipotètic.
En April Fools' Day del 2012, la NASA va anunciar que la sonda MESSENGER va descobrir un satèl·lit que orbitava al voltant de Mercuri i que va ser anomenada de broma Caduceus, en referència al caduceu, un objecte que porta el déu romà Mercuri.